# Хайд, Джонатан
Джо́натан Хайд (англ. Jonathan Hyde; род. 21 мая 1948, Брисбен, Австралия) — британский театральный и киноактёр, австралийского происхождения.

## Биография
Джонатан Хайд родился 21 мая 1948 года в Брисбене (Австралия) в семье среднего класса.
Актёр окончил Королевскую академию драматического искусства и является её почётным членом.
Хайд является членом Королевской шекспировской компании.
Помимо других ролей в 1985 году он сыграл роль герцога Фердинанда по пьесе английского драматурга Джона Уэбстера «Герцогиня Мальфи». Наиболее известные роли Хайда, это: Джозеф Брюс Исмей из «Титаника», египтолог Аллен Чемберлен из «Мумии», дворецкий Герберт из «Богатенького Ричи», Сэм Пэрриш и охотник Ван Пелт из «Джуманджи» и Уоррен Уэстридж из «Анаконды».
Женат на шотландской оперной певице (сопрано) Изобель Бьюкенен, есть две дочери, одна из них актриса Джорджия Кинг.

## Фильмография
| Год       |     | Русское название                         | Оригинальное название                             | Роль                                  |
| --------- | --- | ---------------------------------------- | ------------------------------------------------- | ------------------------------------- |
| 1980      | ф   |                                          | Phoelix                                           | Нейпир                                |
| 1980      | ф   | Гамлет, принц датский                    | Hamlet, Prince of Denmark                         | Розенкранц                            |
| 1984      | ф   | Кружева                                  | Lace                                              | Пол                                   |
| 1985      | ф   | Непристойная страсть                     | An Indecent Obsession                             | Нил Паркинсон                         |
| 1985      | ф   | Слава, выгода и желание                  | Honour, Profit & Pleasure                         |                                       |
| 1986      | ф   | Караваджо                                | Caravaggio                                        | Баглиони                              |
| 1987      | ф   |                                          | The Death of a Heart                              | Квентин Миллер                        |
| 1990      | ф   | Великие воздушные гонки                  | The Great Air Race                                | Джим Моллисон                         |
| 1990      | ф   |                                          | The Plot to Kill Hitler                           | Йозеф Геббельс                        |
| 1991      | ф   | Микеланджело                             | A Season of Giants                                | Сольдерини                            |
| 1991      | ф   | Бесконечная война                        | The War That Never Ends                           | представитель коринфинян              |
| 1994      | ф   | Простофиля                               | Woodcock                                          | Слайм                                 |
| 1994      | ф   | Я – шпион. Возвращение                   | I Spy Returns                                     | Цезарь Баруди                         |
| 1994      | ф   | Смертельный совет                        | Deadly Advice                                     | Джордж Джозеф Смит                    |
| 1994      | ф   | Быть человеком                           | Being Human                                       | Франциско                             |
| 1994      | ф   | Богатенький Ричи                         | Ri¢hie Ri¢h                                       | дворецкий Герберт                     |
| 1995      | ф   |                                          | Bliss                                             | доктор Оливер Плезенс                 |
| 1995      | ф   | Джуманджи                                | Jumanji                                           | Сэм Пэрриш/охотник Ван Пелт           |
| 1997      | ф   | Анаконда                                 | Anaconda                                          | Уоррен Уэстридж                       |
| 1997      | ф   | Титаник                                  | Titanic                                           | Джозеф Брюс Исмей                     |
| 1999      | ф   | Мумия                                    | The Mummy                                         | доктор Аллен Чемберлен                |
| 1999      | ф   | Жанна д'Арк                              | Joan of Arc                                       | Джон Ланкастерский, герцог Бедфорд    |
| 2000      | ф   | Принц и нищий                            | The Prince and the Pauper                         | лорд Гертфорд                         |
| 2000      | ф   |                                          | Eisenstein                                        | Всеволод Мейерхольд                   |
| 2001      | ф   | Аттила-завоеватель                       | Attila                                            | Флавий Феликс                         |
| 2001      | ф   | Портной из Панамы                        | The Tailor of Panama                              | Кавендиш                              |
| 2001      | ф   | Дочь Робин Гуда: Принцесса воров         | Princess of Thieves                               | принц Джон                            |
| 2001      | ф   | Джек и Бобовое дерево: Правдивая история | Jack and the Beanstalk: The Real Story            | Дюссан — дворецкий Джека и попечитель |
| 2003      | ф   | Вакуум                                   | Vacuums                                           | Эдвин Снайп                           |
| 2004      | ф   | Шерлок Холмс и дело о шёлковом чулке     | Sherlock Holmes and the Case of the Silk Stocking | Джордж Пентни                         |
| 2006      | ф   | Страна слепых                            | Land of the Blind                                 | Смит                                  |
| 2006      | ф   | Тутанхамон: Проклятие гробницы           | The Curse of King Tut's Tomb                      | Морган Синклер                        |
| 2006      | ф   | Контракт                                 | The Contract                                      | Тёрнер                                |
| 2008      | ф   | Король Лир                               | King Lear                                         | Граф Кент                             |
| 2009      | кор |                                          | The Academy                                       | Джерри                                |
| 2009      | ф   |                                          | The Academy Part 2: First Impressions             | Джерри                                |
| 2012      | тф  |                                          | The Academy: Special                              | Джерри                                |
| 2013      | тф  |                                          | Isaac Newton: The Last Magician                   | Исаак Ньютон                          |
| 2014—2015 | с   | Штамм                                    | The Strain                                        | Элдрич Палмер                         |
| 2015      | ф   | Багровый пик                             | Crimson Peak                                      | Огилви                                |
| 2016      | мс  | Охотники на троллей: Истории Аркадии     | Trollhunters: Tales of Arcadia                    |                                       |

## Награды
Полный перечень наград и номинаций — на сайте IMDB
| Премия                                 | Категория                                                                | Имя | Результат |
| -------------------------------------- | ------------------------------------------------------------------------ | --- | --------- |
| Премия Гильдии киноактёров США 1998 г. | Премия Гильдии киноактёров США за лучший актёрский состав в игровом кино | Сьюзи Эмис, Кэти Бэйтс, Леонардо Ди Каприо, Фрэнсис Фишер, Виктор Гарбер, Бернард Хилл, Билл Пэкстон, Джонатан Хайд, Глория Стюарт, Дэвид Уорнер, Кейт Уинслет, Билли Зейн, Дэнни Нуччи, Бернард Фокс | Номинация |